# Ернст X фон Глайхен-Рембда
Ернст X (XI/XII) фон Глайхен-Рембда (на немски: Ernst XI (X/XII) von Gleichen-Rembda; * ок. 1460; † 27 януари 1492) е граф на Глайхен-Бланкенхайн-Рембда-Алтернберг.

## Произход
Той е син на граф Ернст IX фон Глайхен-Бланкенхайн († 1461) и съпругата му Елизабет Витцтум фон Аполда († сл. 1492), дъщеря на Апел II Витцтум фон Аполда и Клара фон Бернвалде. Брат е на Ервин V фон Глайхен-Рембда († 1497), граф на Глайхен-Бланкенхайн-Рембда-Алтернберга.
Ернст X фон Глайхен-Рембда умира на 27 януари 1492 г. и е погребан в църквата Св. Петер, Ерфурт.

## Фамилия
Ернст X фон Глайхен-Рембда се жени за Катарина фон Ризенбург († сл. 1297). Те имат децата:
- Ернст XIII фон Глайхен-Рембда (* ок. 1460; † 1504), граф на Глайхен-Рембда-Бланкенхайн, женен 1497/1499 г. за Маргарета Шенкин фон Таутенбург (* ок. 1475; † сл. 8 май 1523)
- Хектор I (* 1492; † ок. декември 1548), господар на Ремда, Бланкенхайн-Шауенфорст, женен ок. 1510 г. в Глайхен за Луция († сл. 1549)
- Адолф II (* пр. 1492; † 1523/1537), женен и има един син

## Галерия
- Замък Глайхен
- Замък Бланкенхайн